# Xã Boardman, Quận Mahoning, Ohio
Xã Boardman (tiếng Anh: Boardman Township) là một xã thuộc quận Mahoning, tiểu bang Ohio, Hoa Kỳ. Năm 2010, dân số của xã này là 40.889 người.